# Мьер, Ирам
Ира́м Рика́рдо Мьер Алани́с (исп. Hiram Ricardo Mier Alanís; родился 25 августа 1989 года, Монтеррей, Мексика) — мексиканский футболист, защитник клуба «Гвадалахара». Выступал за сборную Мексики.

## Карьера

### Клубная
Воспитанник клуба «Монтеррей». Дебютировал в команде 25 августа 2010 года в матче группового этапа Лиги чемпионов КОНКАКАФ против «Сиэтл Саундерс». По ходу сезона защитник сыграл в лиге чемпионов ещё 9 матчей, включая оба финальных. В чемпионате Мексики Мьер впервые сыграл 3 октября 2010 года против «Некаксы». Ирам Мьер становился чемпионом и вице-чемпионом Мексики, а также дважды (в сезонах 2010/11 и 2011/12) победителем Лиги чемпионов КОНКАКАФ.
В 2011 году Мьер в составе «Монтеррея» участвовал в чемпионате мира среди клубных команд. На 39-й минуте матча за 5-е место защитник забил первый гол в своей профессиональной карьере (в ворота тунисского «Эсперанса»).

### В сборной
Ирам Мьер в составе олимпийской сборной Мексики участвовал в олимпийском футбольном турнире 2012. Защитник провёл на турнире 6 матчей. Принимал участие в финальном матче турнира, когда сборная Мексики, обыграв Бразилию, впервые в своей истории стала олимпийским чемпионом по футболу.
В первой сборной Мьер дебютировал на Кубке Америки 2011. Защитник провёл на турнире 3 матча.

## Достижения
«Монтеррей»
- Победитель Лиги чемпионов КОНКАКАФ (2): 2010/11, 2011/12
- Чемпион Мексики (1): апертура 2010
- Вице-чемпион Мексики (1): клаусура 2012

Мексика (олимп.)
- Чемпион Панамериканских игр (1): 2011
- Олимпийский чемпион (1): 2012